# سیلویا نابارو (بازیکن هندبال)
سیلویا نابارو (اسپانیایی: Silvia Navarro‎؛ زادهٔ ۲۰ مارس ۱۹۷۹) بازیکن هندبال زن اهل اسپانیا است.